# 新西兰人列表
新西兰人按职业分类，可以从以下各列表中查询。
- 新西兰总督
- 新西兰总理列表
- 新西兰艺术家列表（英语：List of New Zealand artists）
- 新西兰演员列表（英语：List of New Zealand actors）
- 新西兰作家列表（英语：List of New Zealand writers）
  - 新西兰小说家列表（英语：List of New Zealand novelists）
- 新西兰建筑家列表（英语：List of New Zealand architects）
- 新西兰画家列表（英语：List of New Zealand painters）
- 新西兰作曲家列表（英语：List of New Zealand composers）
- 新西兰哲学家列表（英语：List of New Zealand philosophers）
- 新西兰雕刻家列表（英语：List of New Zealand sculptors）
- 新西兰电影导演列表（英语：List of New Zealand film directors）
- 新西兰裔美国人列表（英语：List of New Zealand Americans）

|  | 本条目是人物相关列表索引。 |